# クーパー・T58
クーパー・T58 (Cooper T58) は、クーパーによって開発されたレーシングカー。新たにFWMVエンジン(V型8気筒)が搭載された。

## 概要
T58は1961年シーズン、ドイツ、イタリア、アメリカGPに投入された。ドライバーはジャック・ブラバム。
ドイツGPでは予選で2位となり、決勝でも1コーナーでトップに立ったが、1周もしないうちにスロットルが固まり、降り始めた雨に足をすくわれクラッシュした。イタリアGPではオーバーヒートのため8周目にリタイア。アメリカGPでも57周目にオーバーヒートでリタイアした。

## F1における全成績
(key)（太字はポールポジション、斜体はファステストラップ）
| 年     | チーム                     | エンジン                   | ドライバー         | 1   | 2   | 3   | 4   | 5   | 6   | 7   | 8   | ポイント | 順位 |
| ------ | -------------------------- | -------------------------- | ------------------ | --- | --- | --- | --- | --- | --- | --- | --- | -------- | ---- |
| 1961年 | クーパー・カー・カンパニー | クライマックス FWMV 1.5 V8 |                    | MON | NED | BEL | FRA | GBR | GER | ITA | USA | 14 (18)1 | 4位1 |
| 1961年 | クーパー・カー・カンパニー | クライマックス FWMV 1.5 V8 | ジャック・ブラバム |     |     |     |     |     | NC  | Ret | Ret | 14 (18)1 | 4位1 |

^1 ブルース・マクラーレンおよびT55でのポイントも含む。